# Nankaidō

province del Nankaidō

Nankaidō (南海道?, letteralmente "circuito del mare del sud" o "regione del mare del sud") è un termine geografico giapponese.  Indica sia un'antica divisione del paese sia la strada principale che l'attraversa. La strada collegava i capoluoghi di provincia in questa regione. Faceva parte del sistema Gokishichidō.
Il Nankaidō comprendeva le terre provinciali pre-Meiji di Kii e Awaji, oltre alle quattro province che componevano l'isola di Shikoku: Awa, Sanuki, Tosa e Iyo.
La strada si estende da Nara al litorale a sud sulla penisola di Kii dell'isola di Honshū in Giappone e attraversando il mare, si estende a Yura (oggi Sumoto) e poi a Shikoku.